# ʻAnaseini Takipō
' Anaseini Takipō Afuha'amango (Nucualofa, Tonga, 1 de março de 1893 – Nucualofa, Tonga, 26 de novembro de 1918) foi a rainha-consorte de Tonga de 1909 até 1918, sendo a segunda esposa de Jorge Tupou II.  

## Biografia

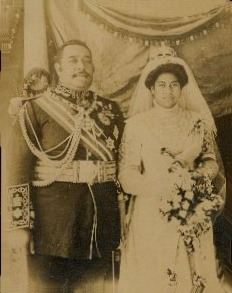
Jorge Tupou II e Takipo no dia do casamento (1909)

ʻAnaseini (Ana) Takipō Afuha'amango nasceu em 1 de março de 1893 em Nucualofa, sendo filha de Tēvita Ula Afuhaʻamango e sua mãe era Siosiana Tongovua Tae Manusā, dois grandes chefes de Tonga. Por lado materno ela era descendente da dinastia Tu’i Kanokupolu, que reinaram sobre o antigo Império Tonga. Ela era a irmã mais nova da princesa ‘Ofakivava’u, que fora rejeitada para se casar com o rei Jorge Tupou II, que preferiu desposar e coroar Lavinia Veiongo como sua rainha, causando uma quase guerra civil no país. Após a morte de Lavinia o rei permaneceu solteiro devido a melancolia, tendo apenas uma filha, a princesa Salote.
Em 1909 o rei decide por desposar a jovem ‘Anaseini a fins de apaziguar as relações com os chefes e o parlamento, além de produzir um herdeiro masculino após as bodas. Na mesma época a princesa Salote foi enviada para a Nova Zelândia, a fim de ser afastada da nova vida de seu pai com sua madrasta.
A rainha ‘Anaseini teve apenas duas filhas com Tupou II: ʻElisiva Fusipala Taukiʻonelua (Nascida em 1911 e morta dois meses depois) e ʻElisiva Fusipala Taukiʻonetuku (Nascida em 1912 e morta em 1933). Nunca tiveram um herdeiro, por isso a princesa Salote teve de retornar a Tonga definitivamente em 1914.
Seu marido veio a falecer em 5 de abril de 1918, deixando o trono para sua filha mais velha Salote Tupou III, que foi a primeira rainha reinante de Tonga. ‘Anaseini viria a falecer pouco tempo depois em 26 de novembro de 1918, devido á pandemia de gripe espanhola que assolou as ilhas tonganesas na época. Seu corpo foi enterrado no cemitério Mala’e’aloa, ao contrário de seu marido e filhas que foram enterrados em Mala’ekula. 